# Gonomyia (Leiponeura) brachyglossa
Gonomyia (Leiponeura) brachyglossa is een tweevleugelige uit de familie steltmuggen (Limoniidae). De soort komt voor in het Australaziatisch gebied.